# Polypedilum bicoloratum
Polypedilum bicoloratum är en tvåvingeart som beskrevs av Freeman 1961. Polypedilum bicoloratum ingår i släktet Polypedilum och familjen fjädermyggor.
Artens utbredningsområde är Madagaskar. Inga underarter finns listade i Catalogue of Life.